# Valgmonarki
I et valgmonarki bliver monarken indsat efter et valg (hvis monarken er konge, taler man gerne om valgkongedømme). 
Danmark er et arvekongedømme, hvor magten nedarves jfr. tronfølgelovens og grundlovens bestemmelser. Indtil oktober 1660 var Danmark også et valgmonarki; i den tidligste fase, hvor kongen valgtes på de vigtigste af rigets landsting eller af en landsdækkende tingforsamling, og senere i middelalderen, hvor kongen blev valgt af rigsrådet og fra 1600-tallet af stændermøder, men d. 18. oktober 1660 aflagde stænderrepræsentanterne ed til Frederik 3. som arvekonge foran Københavns Slot.

## Valgmonarkier i nutidige statsdannelser
Følgende stater er i dag valgmonarkier:
- Malaysia. Statsoverhovedet (Yang di-Pertuan Agong) vælges for fem år. Statsoverhovedet vælges af og blandt de ni fyrstelige herskere i delstaterne. Det første valg afholdtes i 1957.
  - Negeri Sembilan. Overhovedet for den malaysiske delstat Negeri Sembilan kaldet Yang Dipertuan Besar vælges af de lokale ledere/høvdige (kaldet undang på det lokale sprog). Det er dog kun fire af disse undangs, der har stemmeret ved valget. Ordningen med valg af Yang Dipertuan Besar har eksisteret siden 1773.
- Cambodia. Kongen vælges på livstid mellem "kongelige kandidater", der alle er prinser af det kongelige hus. Denne ordning har eksisteret siden 1993.
- Den hellige stol, hvor Paven vælges af (og ofte mellem) kardinalerne (de der er under 80 år). De nuværende principper for pavevalg går tilbage til 1059.

Herudover kan Andorra betegnes delvist som et valgfyrstendømme. Andorras to statsoverhoveder er en spansk biskop fra Diócesis de Urgel og siden 1607 den franske konge. Da det franske monarki er ophørt, erstattes den franske konge af den franske præsident. Andorras statsdannelse er unik, ved at dets ene monark er demokratisk valgt af borgere i en anden stat. Den konstitutionelle proces med at vælge præsidenter i Frankrig har fungeret uafbrudt siden januar 1947 ("den fjerde republik"). Biskoppen af Urgel udpeges ('vælges') af paven i Rom.
Malteserordenen eller Sankt Johannes' Suveræne Militære Hospitalsorden af Jerusalem, (kaldet) af Rhodos og (kaldet) af Malta betragtes stadig i vore dage som et suverænt folkeretsligt subjekt med mulighed for at indgå aftaler med suveræne stater og  ordenen har bl.a. observatørstatus i FN. Malteserordenen har ikke siden omkring 1806 rådet over et egentligt territorium, men dets nuværende hovedsæder i Rom, Palazzo Malta og Villa del Priorato di Malta, betragtes på sin vis som ordenens fysiske territorium. Ordenens Stormester har tillige titel af fyrste og anerkendes som kardinal i den katolske kirke. Stormesteren vælges for livstid af et Statsråd eller konklave (italiensk: Consiglio compìto di Stato). Den nuværende række af stormestre tog sin begyndelse i 1879, hvor embedet blev genetableret af paven efter at have været ubesat i 75 år.
Swaziland har en konstitution, der indeholder elementer af et valgkongedømme. Kongen udpeger ikke sin efterfølger, men den kongelige familie vælger, hvem af kongens hustruer, der skal være "Indovukazi" ("hun-elefant"). En søn af denne "Indovukazi" bliver den næste konge. Kongens ældste søn bliver aldrig konge, men har en række andre ceremonielle pligter. 
Kongemagten i Saudi-Arabien går i arv, men er ikke fastlagt ved en formel arvefølge. Den baseres på konsensus mellem kongehusets medlemmer om valg af den næste konge blandt medlemmerne.
De Forenede Arabiske Emirater (grundlagt 1971) er ikke et valgmonarki, men præsidenten vælges af og blandt de syv emirer (hidtil har det været Abu Dhabis emir, der er blevet valgt).

### Valgmonarkier i Afrika
Blandt de mange eksisterende territorialkongedømmer eller stammekongedømmer i Afrika (en) er der mindst 92 af disse, der har et element af valgmonarki ved transitionen af værdigheden fra en leder (konge) til den næste, og mindst ni af disse traditionelle afrikanske monarkier er rene valgmonarkier.